# Satoshi Hiyamizu
Satoshi Hiyamizu (冷水 佐壽, Hiyamizu Satoshi) est un professeur d'électrotechnique.
Hiyamizu remporte en 1982 le prix du meilleur article de la revue japonaise de physique appliquée (en) en tant qu'auteur principal d'un article sur la mobilité dans les gaz d'électrons bi-dimensionnels tandis qu'il travaille au laboratoires Fujitsu, reçoit la IEEE Morris N. Liebmann Memorial Award avec Takashi Mimura « pour sa contribution exceptionnelle à la croissance épitaxiale de matériaux et dispositifs composés semi-conducteurs », et en 2001 est nommé IEEE Fellow «  pour sa contribution à la réalisation du premier transistor d'électrons à haute mobilité (en) (HEMT) ». Il est doyen de l'école d'ingénierie de l'université d'Osaka de 2000 à 2002.

## Référence
- (en) Cet article est partiellement ou en totalité issu de l’article de Wikipédia en anglais intitulé « Satoshi Hiyamizu » (voir la liste des auteurs).